# Zeugophora medvedevi
Zeugophora medvedevi es una especie de coleóptero de la familia Megalopodidae.

## Distribución geográfica
Habita en Vietnam.